# Доба (Сату-Маре)
Доба (рум. Doba) — село у повіті Сату-Маре в Румунії. Адміністративний центр комуни Доба.
Село розташоване на відстані 450 км на північний захід від Бухареста, 14 км на південний захід від Сату-Маре, 126 км на північний захід від Клуж-Напоки.

## Населення
За даними перепису населення 2002 року у селі проживали 1192 особи.
Національний склад населення села:
| Національність | Кількість осіб | Відсоток |
| -------------- | -------------- | -------- |
| румуни         | 637            | 53,4%    |
| угорці         | 312            | 26,2%    |
| цигани         | 237            | 19,9%    |

Рідною мовою назвали:
| Мова      | Кількість осіб | Відсоток |
| --------- | -------------- | -------- |
| румунська | 634            | 53,2%    |
| угорська  | 346            | 29,0%    |
| циганська | 210            | 17,6%    |